# Cella Grabinski
La cella Grabinski è un monumento funebre posto nel Cimitero monumentale della Certosa di Bologna. Fu realizzato nel 1861 per ospitare le spoglie del generale polacco Giuseppe Grabinski, morto nei pressi di Bologna nel 1843.

## Storia e descrizione
Il solenne monumento sepolcrale fu eretto diciotto anni dopo la morte del generale Grabinski, militare polacco stabilitosi a Bologna dopo avere servito fino al 1807 nell'esercito di Napoleone, di cui fu amico.
Uomo chiacchierato nella scena mondana dell'epoca per via del burrascoso matrimonio con la giovane contessa Marianna Broglio, si spense settantaduenne nella sua tenuta di San Martino in Argine nei pressi di Bologna, dove si era trasferito dopo le guerre napoleoniche.
Il monumento, situato nella Loggia di Levante al n.11, raffigura il militare con una imponente statua marmorea che lo ritrae in piedi, vestito di una toga romana, mentre regge nella mano destra un gladio e nella sinistra una grande bandiera: la statua è opera del toscano Carlo Chelli (1807-1877), mentre il semplice basamento decorato di festoni d'alloro ghermiti dagli artigli di due aquile e su cui spicca l'epigrafe GENERALE GRABINSKI è di Massimiliano Putti (1809-1890). Il progetto del monumento fu commissionato all'architetto Giuseppe Mengoni (1829-1877), celebre per avere disegnato la Galleria Vittorio Emanuele II di Milano e nel cui giorno dell'inaugurazione perì in un tragico incidente.